# Jens Albrecht (Schiff)
Die Jens Albrecht ist ein Bäderschiff mit Heimathafen Horumersiel, Wangerland. Gebaut wurde das Schiff als Mürwik (vgl. Mürwik) auf der Husumer Schiffswerft (Baunummer 1162). Die Kiellegung fand am 20. April 1959, Stapellauf und Fertigstellung im April 1960 statt. Im selben Jahr wurde das Schiff an die Förde Reederei Seetouristik GmbH in Flensburg abgeliefert. Es war der zweite Neubau der Reederei nach dem Zweiten Weltkrieg und ein Schwesterschiff der ein Jahr älteren Glücksburg. Eingesetzt wurde sie in der Butterfahrt im Bereich der Flensburger Förde. Auch sie wurde 1974 in Kiel umgebaut und bekam einen festen Aufbau auf dem Oberdeck. Zuvor war sie jedoch das erste Schiff der Reederei, das außerhalb der heimischen Ostseegewässer eingesetzt wurde. Nachdem man festgestellt hatte, dass Butterfahrten auch auf der Ems zwischen Deutschland und den Niederlanden möglich waren, wurde die Mürwik nach Leer verlegt und auf der Route Leer–Delfzijl–Emden eingesetzt. Diese Fahrten dauerten drei Stunden reine Schiffsfahrt und waren so erfolgreich, dass die Glücksburg ebenfalls an die Ems verlegt wurde. Die Schiffe waren für Einkaufswillige beispielsweise vom Ruhrgebiet und dessen Bevölkerung nur etwa zwei Autostunden entfernt. 1975 wurde die Mürwik von größeren Kompanieschiffen abgelöst und kam bis 1989 wieder zwischen Langballigau und Søby, Flensburg, Kollund, Glücksburg, Sønderborg und Gråsten (Gravenstein) sowie zwischenzeitlich auch zwischen Havneby auf Rømø und List auf Sylt weiterhin für Butterfahrten zum Einsatz. 1988 wurde sie an Karsten Ilse in Horumersiel verkauft und in Jens Albrecht umgetauft. Seit 1998 gehört sie der Reederei Seetouristik-Wangerland in Horumersiel und wird von dieser für Rundfahrten von Horumersiel und Hooksiel auf der Nordsee eingesetzt.
Angetrieben wurde die Jens Albrecht zunächst von einem MaK-Dieselmotor. Seit einem Maschinenaustausch ist ihre Hauptmaschine ein Viertakt-Dieselmotor der MAN, der auf einen Festpropeller wirkt.